# دانشگاه کلکته
دانشگاه کلکته (انگلیسی: University of Calcutta) (که به صورت غیررسمی به عنوان CU نیز شناخته می‌شود) یک دانشگاه دولتی واقع در کلکته بنگال غربی در کشور هند است. این دانشگاه در ۲۴ ژانویه ۱۸۵۷ تأسیس شد.

## رتبه‌بندی
این دانشگاه اولین مؤسسه آموزشی در آسیا بود که به عنوان یک دانشگاه چند رشته‌ای و سکولار تأسیس شد.
در هند، این دانشگاه به عنوان یک دانشگاه «پنج ستاره» و «مرکزی با پتانسیل تعالی» شناخته شده‌است. دانشگاه کلکته توسط شورای ارزیابی و اعتبارسنجی ملی (NAAC) دارای درجه "A" است و از سوی کمیسیون کمک‌های مالی دانشگاه (UGC) به عنوان «مرکزی با پتانسیل برای تعالی» شناخته شده و کمک مالی اعطا شده‌است.

## فارغ‌التحصیلان
فارغ‌التحصیلان و هیئت علمی این دانشگاه شامل چهار برنده جایزه نوبل یعنی رونالد راس (پزشکی)، ربیندرانات تاگور (ادبیات)، سی.وی. رامان (فیزیک) و آمارتیا سن (اقتصاد) است. این دانشگاه دارای بیشترین تعداد دانشجویان است که آزمون امتحان ورود به دانشگاه را در دکترای علوم طبیعی و هنر توسط آزمون هندسی دولت هند گذرانده‌اند تا واجد شرایط تحقیق و پژوهش با کمک مالی دولتی هند باشد.